# Якоби, Борис Семёнович
Бори́с Семёнович Яко́би (Мо́риц Ге́рман фон Яко́би) (нем. Moritz Hermann von Jacobi; 9 (21) сентября 1801, Потсдам — 27 февраля (11 марта) 1874, Санкт-Петербург) — немецкий и русский физик, один из основоположников современной электрохимии, инженер-изобретатель. Создатель практической гальванопластики, изобретатель первого в мире электродвигателя с вращающимся рабочим валом и телеграфных аппаратов различных конструкций (в том числе одного из первых буквопечатающих аппаратов).
Старший брат математика Карла Якоби, отец изобретателя Владимира Якоби и сенатора Николая Якоби.

## Биография
Мориц Герман Якоби родился 9 (21) сентября 1801 года в Потсдаме в состоятельной еврейской семье. Отец будущего физика, Шимон Якоби (1772—1832), уроженец Белица, был личным банкиром короля Пруссии Фридриха Вильгельма III; мать, Рахель Леман (1774—1848), была домохозяйкой.
Из-за отсутствия в Потсдаме гимназии, готовившей к поступлению в университет, обучался дома, под руководством брата матери — дяди Лемана. С 1 (13) апреля 1819 года по 29 февраля (12 марта) 1820 года отбывал воинскую повинность как вольноопределяющийся. В январе 1821 года сдал вступительные испытания в Берлинский университет; по решению родителей поступил на строительный факультет, затем перешёл в Гёттингенский университет. В 1823 году стал членом Бранденбургского экономического общества, созданного в Потсдаме. По окончании университетского курса (1829?) в Гёттингене до 1833 года он работал архитектором в строительном департаменте Пруссии.

### Изобретение электродвигателя
В 1834 году переехал в Кёнигсберг, где в университете преподавал его младший брат Карл Якоби. Увлечения физикой привели Якоби к серьёзному изобретению — первому в мире электродвигателю с непосредственным вращением рабочего вала. До изобретения Якоби существовали электротехнические устройства с возвратно-поступательным или качательным движением якоря. Якоби писал об одном из них:230:
такой прибор будет не больше, чем забавной игрушкой для обогащения физических кабинетов, его нельзя будет применять в большом масштабе с какой-нибудь экономической выгодой…

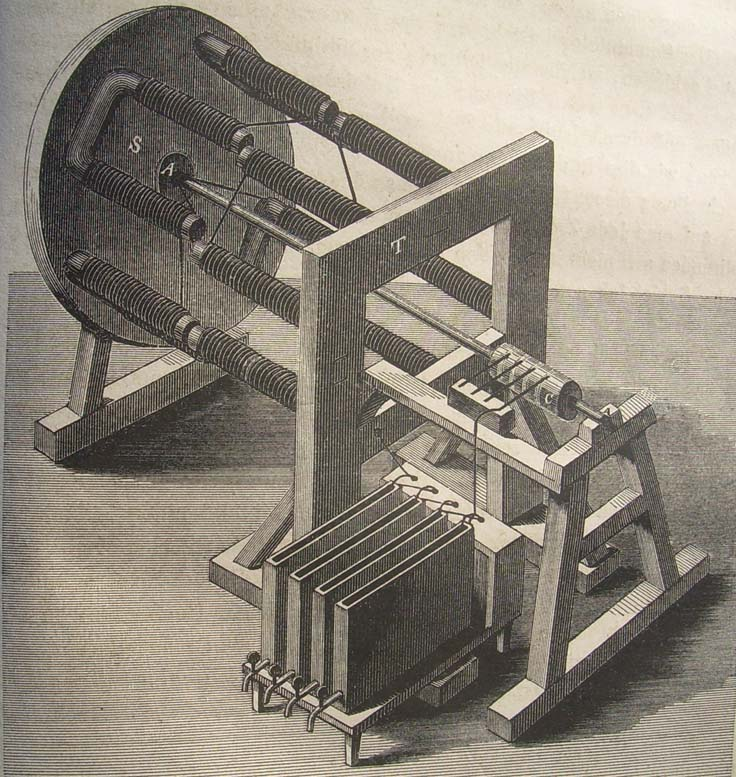
Коллекторный электродвигатель постоянного тока конструкции Б. С. Якоби:
A — рабочий вал на опорах,
C — щёточно-коллекторный узел,
S — четырёхполюсный ротор,
Т — четырёхполюсный статор

Двигатель конструкции Якоби состоял из двух групп П-образных электромагнитов: четыре неподвижных были установлены на раме статора, а четыре подвижных — на вращающемся роторе. Для попеременного изменения полярности подвижных электромагнитов служил придуманный учёным коммутатор, принцип устройства которого используется до настоящего времени в коллекторных электродвигателях, широко применяемых, в частности, в различных электроинструментах и бытовой технике. Двигатель работал от гальванических батарей и на момент создания был самым совершенным электротехническим устройством.
Двигатель поднимал груз массой 10—12 фунтов (примерно 4—5 кг) на высоту 1 фут (примерно 30 см) в секунду.
Мощность двигателя была около 15 Вт, частота вращения ротора составляла 80—120 оборотов в минуту.
В ноябре того же года Якоби направил рукопись с описанием своего электродвигателя в Парижскую академию наук. Изобретение демонстрировалось на заседании Академии, после чего летом 1835 года Якоби опубликовал подробное научное описание принципов его работы.
Таким образом, о построенном в мае 1834 года в Кёнигсберге двигателе стало широко известно в декабре 1834 года:232.
В наши дни действующая модель электродвигателя Якоби хранится в Политехническом музее в Москве.

### Российский период
Работы Якоби были высоко оценены В. Я. Струве и П. Л. Шиллингом, и по их рекомендации Якоби в 1835 году был приглашён на должность профессора в Дерптский университет на кафедру гражданской архитектуры. В этом же году Якоби опубликовал «Мемуар о применении электромагнетизма для движения машин», вызвавший большой интерес в академических кругах.
В 1837 году по рекомендации нескольких членов Петербургской академии наук Якоби написал докладную записку с предложением о практическом применении своего электродвигателя «для приведения в действие мельниц, лодок, локомотивов» и подал её Министру народного просвещения и президенту Академии наук графу С. С. Уварову:234. Предложение Якоби было доведено до сведения Николая I, который дал распоряжение о создании «Комиссии для производства опытов относительно приспособления электромагнитной силы к движению машин по способу профессора Якоби». В Комиссию, которую поручено было возглавить адмиралу И. Ф. Крузенштерну, вошли академики Э. Х. Ленц, П. Л. Шиллинг и другие известные учёные. На проведение работ была выделена огромная по тем временам сумма в 50 тысяч рублей.
Якоби поселился в Петербурге на Николаевской набережной (д. 1), принял российское подданство и до конца жизни считал Россию своей второй родиной:
Культурно-историческое значение и развитие наций оцениваются по достоинству того вклада, который каждая из них вносит в общую сокровищницу человеческой мысли и деятельности. Поэтому я обращаюсь с чувством удовлетворённого сознания к своей тридцатисемилетней учёной деятельности, посвящённой всецело стране, которую привык считать вторым Отечеством, будучи связан с нею не только долгом подданства и тесными узами семьи, но и личными чувствами гражданина. Я горжусь этой деятельностью потому, что она, оказавшись плодотворной в общем интересе всего человечества, вместе с тем принесла непосредственную и существенную пользу России…
Его научно-техническое творчество было многообразным. Якоби изобрёл приборы для измерения электрического сопротивления, названных им вольтагометром.
В 1838 году он сделал своё самое замечательное открытие, а именно открыл гальванопластику, положив начало целому направлению прикладной электрохимии.
Значительные успехи были достигнуты в области телеграфии. Якоби сконструировал около 10 типов различных телеграфных аппаратов, среди них — телеграфный аппарат синхронного действия с непосредственной (без расшифровки) индикацией в приёмнике передаваемых букв и цифр и один из первых в мире буквопечатающих телеграфных аппаратов (1850). Руководил строительством первых подземных телеграфных кабельных линий, что заставило провести исследования в области изоляционных материалов. Линии пишущего телеграфа соединили кабинет императора Николая I в Зимнем дворце с кабинетом военного министра в здании Главного штаба (1841), с Главным управлением путей сообщения (1842). На 25-километровой подземной телеграфной линии, построенной в 1843 году и соединившей Зимний дворец с Александровским дворцом в Царском Селе, был применён принцип трансляции сигналов при помощи электромагнитных реле.
К сожалению, работы Б. С. Якоби в области электрической телеграфии были засекречены по распоряжению императора Николая I, что привело к утрате российского приоритета в этой области и обусловило многолетнюю практику закупок русской армией иностранного, а не отечественного радиотелеграфного оборудования.
В российской военной истории Борис Якоби остался как один из ведущих изобретателей гальванических батарей и морских противокорабельных мин нового типа, в том числе самовоспламеняющихся (гальваноударных) мин, мин с запалом от индукционного аппарата.
С 1839 года он состоял членом «Комитета о морских минах», работая в котором добился больших успехов. К началу Крымской войны в русском флоте было на вооружении уже несколько тысяч морских мин, которые были выставлены на массированных минных заграждениях на подступах к Кронштадту и другим крепостям. Подрыв на них 4-х британских пароходов 8 (20) июля 1855 года сорвал план англо-французской эскадры по нападению на Кронштадт.
Якоби был инициатором формирования гальванических команд в сапёрных частях русской армии; 13 (25) сентября 1838 года на Неве под руководством Якоби были проведены испытания первого в мире электрохода — шлюпки, движимой электрической силой. Двигатель шлюпки, созданный учёным, питался от батареи, состоявшей из 320 гальванических элементов. На первых испытаниях лодка плавала по реке вверх и вниз, покрыв за 7 часов расстояние в 14 км и показав таким образом среднюю скорость 2 км/ч.
В 1839 году Якоби построил лодку с электромагнитным двигателем, который, питаясь от 69 элементов Грове, на испытаниях 8 (20) августа 1839 года развил мощность в одну лошадиную силу (немногим менее 1 кВт) и двигал лодку с 14 пассажирами по Неве против течения со скоростью около 4 км/ч. Это было первое применение электромагнетизма к передвижению в больших размерах.
Работы Якоби получили заслуженное признание: в 1839 году он был утверждён в звании адъюнкта Императорской академии наук, через три года стал экстраординарным, а в 1847 году — ординарным академиком.
За изобретение гальванопластики Б. С. Якоби в 1840 году удостоен Демидовской премии в размере 5 000 рублей.
В 1867 году награждён Большой золотой медалью на Всемирной выставке в Париже, где представлял Россию в международной комиссии для выработки общих единиц мер, весов и монет, отстаивая преимущества метрической системы.
Последние годы жизни заведовал Физическим кабинетом Петербургской академии наук. Также продолжительное время нёс обязанности члена мануфактурного совета при Министерстве финансов.

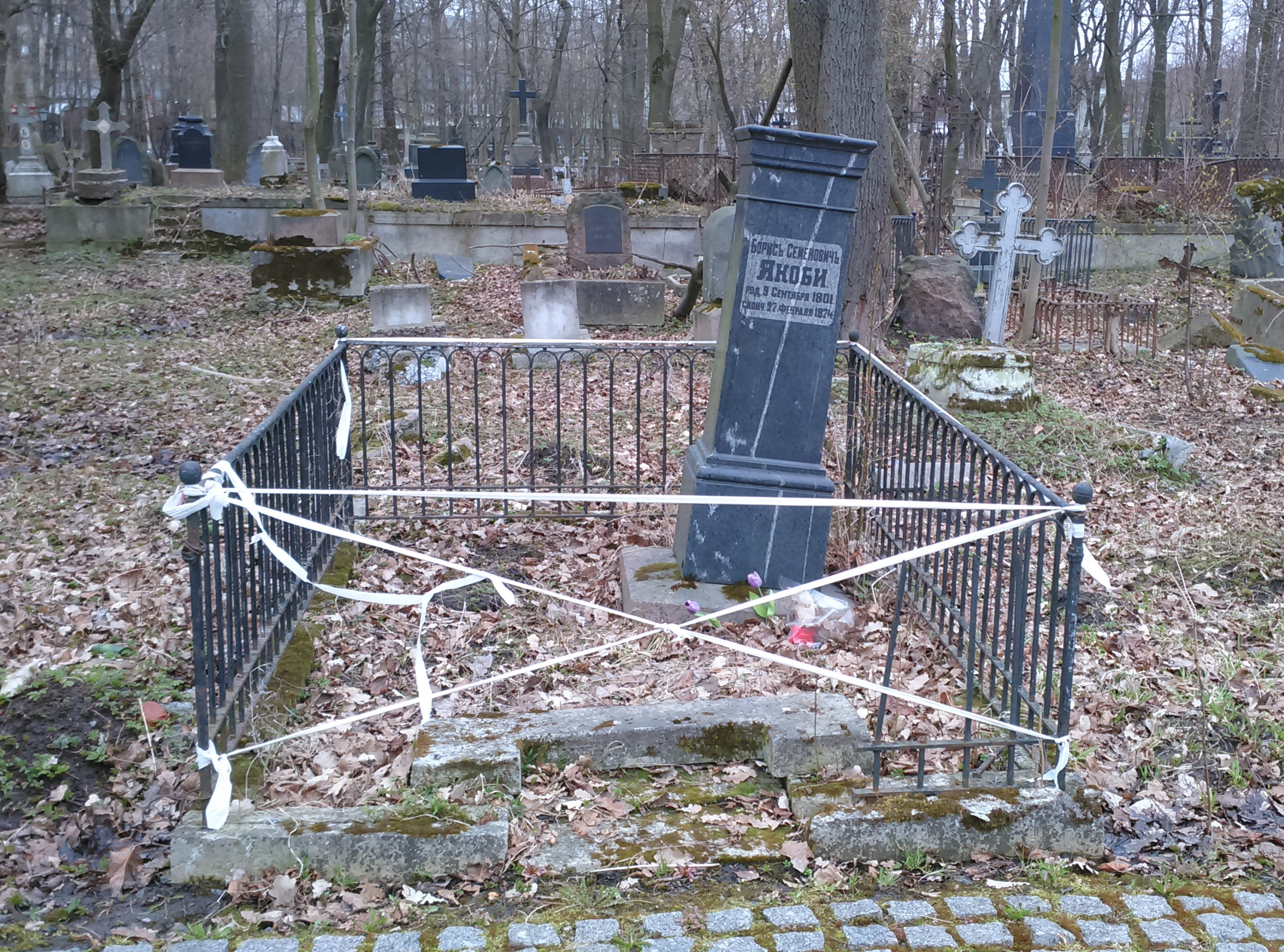
Памятник Б. С. Якоби от жены и детей

Борис Семёнович Якоби умер 27 февраля (11 марта) 1874 года в Санкт-Петербурге от сердечного приступа и был похоронен на Смоленском лютеранском кладбище (уч. 15), могила является памятником истории и культуры.

## Награды
В 1864 году получил потомственное дворянство.
В 1846 году был награждён орденом Св. Анны 2-й степени, в 1848 — Св. Владимира 3-й степени, в 1856 — Св. Станислава 1-й степени, в 1861 — Св. Анны 1-й степени (императорская корона к ордену — в 1864); 20 декабря 1852 года (1 января 1853) он был произведён в чин действительного статского советника. Кроме этого, он имел иностранные ордена: прусский Красного орла 3-й степени (1840), датский Данеброг 3-й степени (1842), французский Почётного легиона (1851). С 8 (20) ноября 1847 года — член Императорского Русского географического общества

## Память
На фасаде Дома академиков в Санкт-Петербурге (7-я линия Васильевского острова, д. 2/1, лит. А), где Борис Семёнович Якоби проживал с 1839 года, установлена мемориальная доска с текстом: «Здесь жил академик Борис Семёнович Якоби / 1801—1874 / Выдающийся физик и электротехник. Изобретатель гальванопластики, электрического телеграфа, электрических моторных лодок, электрических мин.»

### Комментарии
1. ↑  Зачастую утверждается, что Якоби является первопроходцем в области буквопечатающей телеграфной техники, однако ещё в 1846 году американский изобретатель Роял Хаус[англ.] запатентовал буквопечатающий телеграфный аппарат собственной конструкции.